# Pachyramphus marginatus
El anambé capirotado (Pachyramphus marginatus), también conocido como cabezón capirotado, cabezón gorrinegro o canelero, es una especie de ave paseriforme perteneciente a la familia Tityridae. Este género ha sido emplazado tradicionalmente en la familia Cotingidae o Tyrannidae, pero serias evidencias sugieren que su mejor lugar es Tityridae, donde ahora la emplaza la SACC. 

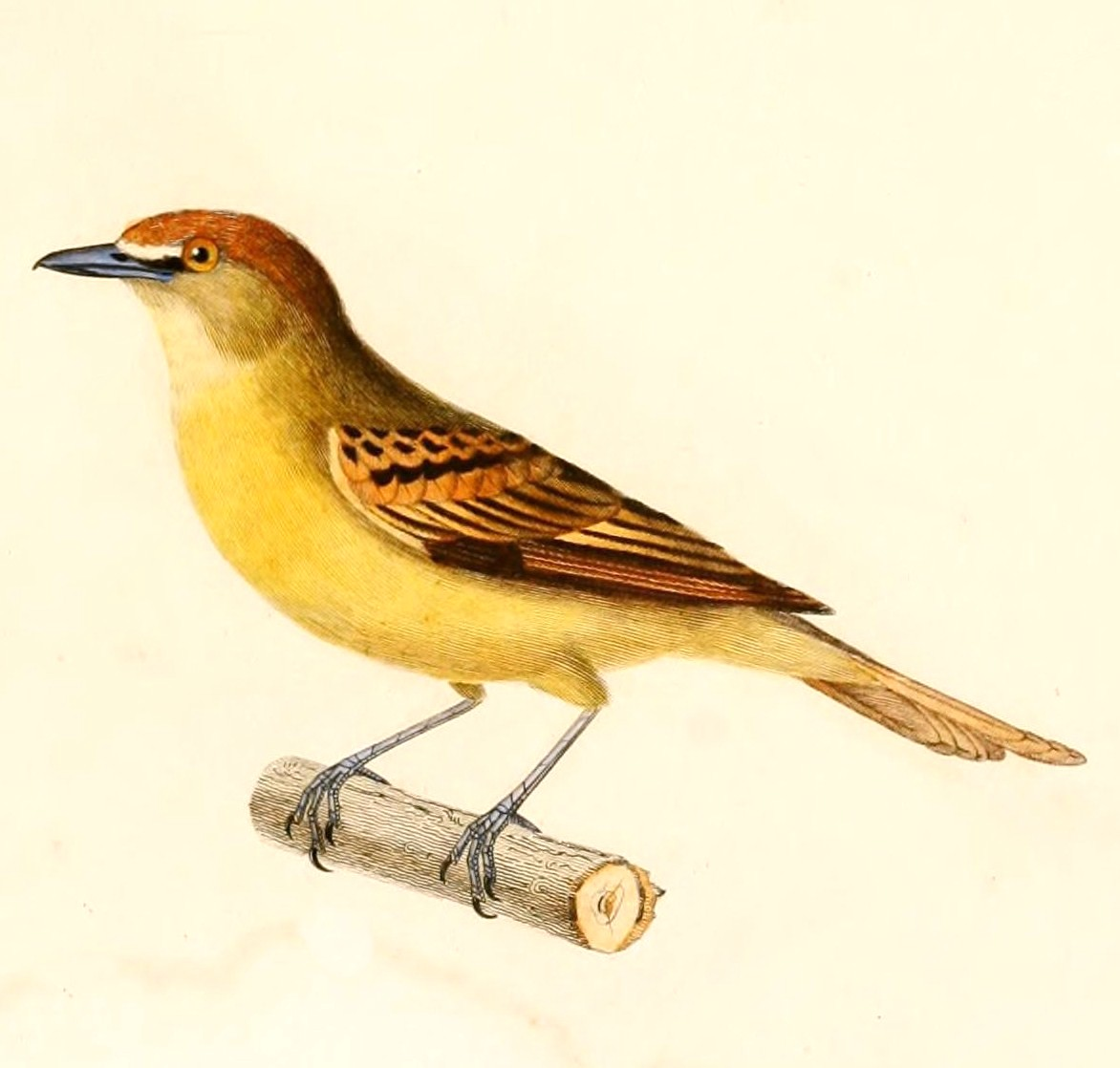
Pachyramphus marginatus ilustración de d'Orbigny, 1847.

## Distribución y hábitat
Se encuentran en Bolivia, Brasil, Colombia, Ecuador, Guayana Francesa, Guyana, Perú, Surinam, y Venezuela. Su hábitat natural son los bosques húmedos de tierras bajas.